# De ronde van '43 (novelle)
De ronde van '43 is het boekenweekgeschenk van 1981, geschreven door Henri Knap. Het kwam uit in maart 1981, op de eerste dag van de Boekenweek, die in 1981 als motto hanteerde "Ieder zijn eigen boek".
Het was de vervanging van het oorspronkelijke Boekenweekgeschenk De vierde man door Gerard Reve, dat was afgekeurd omdat het te dik en te controversieel zou worden. Een alternatief - Miss Mitzi, door Herman Pieter de Boer - werd eveneens afgekeurd. Wim Hazeu, destijds uitgever van Gerard Reve, haalde vervolgens Henri Knap over het Boekenweekgeschenk te schrijven.
In het boek wordt de lafheid der mensen mild onder de loep genomen.

## Samenvatting
Het verhaal speelt zich af op zondag 24 oktober 1943. Verzetsman Gert belt Theo en zijn vrouw Antoinette Koenders 's morgens om half zeven wakker. Het echtpaar Koenders heeft twee dochters Nettie en Liesje en een joods onderduikerechtpaar in huis. Naast hen woont het Duitse provinciale hoofd Jodenzaken, Schneider. Omdat Gert zelf een huiszoeking verwacht wil hij zijn joodse Roosje, die hij Tilly noemt, enige dagen kwijt.
Theo is de plaatselijke apotheker van het stadje en hij verwacht met Roosje achter op zijn fiets dat hij haar wel ergens voor een paar dagen kan onderbrengen. Ruim een dozijn plaatsgenoten wijzen het verzoek voor tijdelijk onderdak af. Onderweg krijgen ze wel soep, melk, 1000 gulden voor de onkosten en een nieuwe achterband voor de fiets, maar ze vinden nergens onderdak. Bovendien is er een venijnige theologische les op deze zondag van het echtpaar Anton en Frieda Driessen. Het echtpaar verleende geen onderdak om het woord van de Here niet te weerstreven.
Hoe verder de fietstocht vordert, hoe duidelijker het wordt dat Theo zelf Roosje moet opnemen. Ze vertelt hem van de vlucht van haar familie uit Hamburg in 1938. Theo en Roosje verzinnen voor haar een nieuwe identiteit. Ze is Mathilde, de dochter van een omgekomen achterneef door een Amerikaans bombardement op 31 maart in Rotterdam. Bij controle door een Duitse patrouille doorstaan ze glansrijk de nieuwe identiteitstest. Samen komen ze veilig thuis aan in het huis naast de hooggeplaatste Duitser.

## Het Boekenweekthema: Ieder zijn eigen boek
De auteur weet het thema van de Boekenweek knap te verwerken in zijn novelle. Een groot aantal stadgenoten krijgt dezelfde vraag voorgelegd. Willen ze een joods meisje van 13 enkele dagen onderdak verlenen? Hun reacties worden vastgelegd in dit boek. Roosje is qua leeftijd en qua sociale status een eveneens vervolgd leeftijdgenootje van Anne Frank, dat op straat dreigt te belanden als gemakkelijke prooi voor de Duitsers. Of zoals fietsenmaker Joost het verwoordt: "Wie van ons niets doet en zijn mond houdt loopt praktisch geen risico. Maar een jood die niets doet en zijn mond houdt wordt toch afgemaakt".

## Hoorspel
In 1986 werd de novelle door Gijsbert van Rossum bewerkt tot een gelijknamig hoorspel.